# Saison 2019-2020 de la Ligue féminine 2 de basket-ball
Navigation
2018-2019 2020-2021
La saison 2019-2020 de LF2 est la dixième édition du championnat de Ligue féminine 2. Le deuxième niveau du championnat oppose douze équipes françaises en une série de vingt-deux journées durant la saison régulière de basket-ball.
Le championnat est définitivement arrêté en raison de la pandémie de Covid-19 après la 17e journée de la saison régulière. Le titre n’est pas attribué et aucune promotion ou relégation n’est effectuée.

## Formule de la compétition
Douze équipes s'affrontent lors de la saison régulière sous forme de matches aller-retour, soit un total de vingt-deux journées. À l'issue de la ving-deuxième journée de phase régulière, les équipes classées onzième et douzième sont reléguées en Nationale féminine 1. Si l'une de ces deux équipes est le Centre fédéral, l'équipe classée dixième est relégué, le Centre fédéral étant automatiquement maintenu. Les équipes classées de première à la huitième position disputent les playoffs, sous forme de quart de finale, demi-finale et finale disputés au meilleur des trois manches. Lors des quarts de finale, le premier affronte le huitième, le second affronte le septième, le troisième affronte le sixième et le quatrième affronte le cinquième. Le vainqueur des playoffs est désigné champion de France de Ligue féminine 2 et est promu en Ligue Féminine.

## Clubs participants
Strasbourg Illkirch-Graffenstaden et BC La Tronche-Meylan obtiennent leur accession en Ligue 2 pour la saison 2019-2020.

## Saison régulière

### Classement
| Rang | Équipe                             | Pts | J  | G  | P  | Pp   | Pc   | Diff |
| ---- | ---------------------------------- | --- | -- | -- | -- | ---- | ---- | ---- |
| 1    | AS Aulnoye-Aymeries                | 31  | 17 | 14 | 3  | 1262 | 1045 | 217  |
| 2    | Reims                              | 31  | 17 | 14 | 3  | 1175 | 999  | 176  |
| 3    | Angers                             | 30  | 17 | 13 | 4  | 1202 | 998  | 204  |
| 4    | MondevilleR                        | 27  | 17 | 10 | 7  | 1169 | 1082 | 87   |
| 5    | ToulouseF                          | 27  | 17 | 10 | 7  | 1142 | 1090 | 52   |
| 6    | La Tronche-MeylanP                 | 26  | 17 | 9  | 8  | 1058 | 1069 | -11  |
| 7    | Montbrison                         | 25  | 17 | 8  | 9  | 1204 | 1129 | 75   |
| 8    | Chartres                           | 25  | 17 | 8  | 9  | 1133 | 1098 | 35   |
| 9    | Strasbourg Illkirch-GraffenstadenP | 25  | 17 | 8  | 9  | 1083 | 1121 | -38  |
| 10   | Calais                             | 21  | 17 | 4  | 13 | 1131 | 1234 | -103 |
| 11   | Saint-Paul Rezé                    | 19  | 17 | 2  | 15 | 963  | 1247 | -284 |
| 12   | Centre fédéral                     | 19  | 17 | 2  | 15 | 958  | 1368 | -410 |

|   | Qualification pour les playoffs  |
|   | Relégué en Nationale Féminine 1  |
| R | Relégué de LFB 2018-2019         |
| F | Finaliste de la saison 2018-2019 |
| P | Promu de Nationale 1 2018-2019   |

### Matches
mise à jour: 24 octobre 2019
| Résultats (dom.\ext.)                                              | ANG   | AUA     | CAL   | CFD    | CHT     | LTM   | MOD     | MOB   | REI   | SPR   | SIG   | TOU     |
| Angers                                                             |       | -       | -     | 89-46  | 75-66   | 59-54 | 73-67   | 61-42 | 59-50 | 88-50 | 74-60 | 59-61   |
| Aulnoye-Aymeries                                                   | 83-77 |         | 70-55 | 92-36  | -       | 59-60 | -       | 64-76 | 77-70 | 78-56 | 79-65 | 77-68   |
| Calais                                                             | 73-80 | -       |       | 85-42  | 67-65   | 70-74 | -       | 67-82 | 64-85 | -     | 87-84 | 71-72   |
| Centre fédéral                                                     | 47-79 | 45-90   | 73-65 |        | 61-94   | -     | 55-71   | -     | 64-75 | 56-49 | 71-80 | -       |
| Chartres                                                           | -     | 69-59   | -     | 79-69  |         | 70-53 | 59-68   | 73-59 | 58-65 | -     | 62-64 | 61-67ap |
| La Tronche-Meylan                                                  | 70-81 | 58-67   | 75-59 | 70-59  | 54-40   |       | 51-62   | 63-58 | -     | 66-57 | -     | 70-58   |
| Mondeville                                                         | -     | 61-83   | 78-58 | 85-44  | -       | 87-70 |         | 79-55 | 68-73 | 84-56 | 60-54 | 79-71ap |
| Montbrison                                                         | 60-72 | 66-71   | 91-74 | 100-60 | 81-62   | -     | 78-57   |       | 59-60 | 79-65 | -     | 68-75   |
| Reims                                                              | 63-56 | 68-70   | 65-50 | -      | 62-60   | 65-47 | 66-64ap | -     |       | 83-48 | 81-53 | 72-49   |
| Saint-Paul Rezé                                                    | -     | -       | 69-60 | 79-64  | 53-65   | 58-74 | -       | 59-86 | 53-72 |       | 61-81 | 50-70   |
| Strasbourg Illkirch-Graffenstaden                                  | 50-48 | 51-72   | 62-73 | -      | 66-74   | 60-49 | 61-46   | 67-64 | -     | 80-53 |       | -       |
| Toulouse                                                           | 56-72 | 64-71ap | 67-53 | 86-66  | 75-77ap | -     | 75-53   | -     | -     | 61-47 | 67-45 |         |
| - Victoire à domicile - Victoire à l'extérieur - Match non disputé |       |         |       |        |         |       |         |       |       |       |       |         |

## Playoffs
La saison régulière n’ayant pu aller à son terme, les playoffs n’ont pu avoir lieu.